# 旗津路
旗津路（Cijin Rd.）為高雄市旗津區的南北向重要幹道，本道路共分為三個部分。起端由廟前路銜接（高雄市立旗津醫院、旗津區行政中心舊址），沿廟前路可到旗津輪渡站。末端可由至高雄過港隧道銜接往前鎮區、高雄市區和小港區。

## 分段
旗津路共分為三個部分：
- 旗津一路：南起接過港隧道，北止於敦和街口。並由敦和街接旗津二路。
- 旗津二路：南起接敦和街，北於旗港路口和旗津風車公園前接旗津三路。
- 旗津三路：南於旗港路口和旗津風車公園前接旗津二路，北止於廟前路2巷續行廟前路可抵旗津輪渡站。

## 歷史
旗津是高雄市發祥地，包括旗後、中洲兩大聚落。旗津孤懸島外，與鼓山對立，扼著打狗隙，為內外船舶往來津渡之處，昔日此地文風頗盛，文人曾組織「旗津吟社」，且以「旗鼓堂皇，維揚我武；津樑鞏固，克狀其猷。」的聯語自勵，光復後遂取旗津為路名。

## 沿線設施
（由北至南，海岸路口起，包括廟前路。）
- 廟前路
  - 旗津輪渡站（海岸路10號）

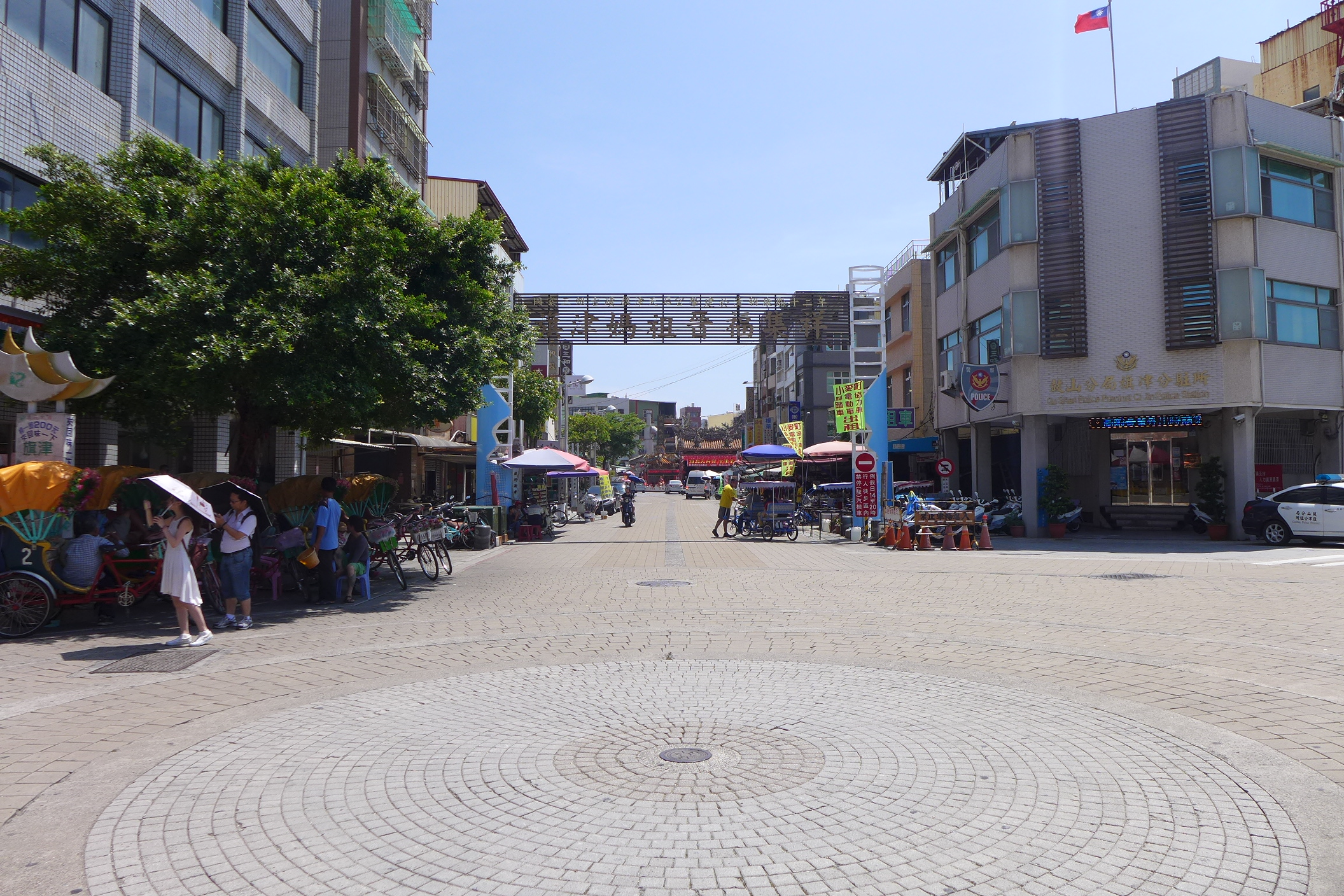
高雄市政府警察局鼓山分局旗津分駐所（圖右），而中間的道路地台到2020年還原為瀝青

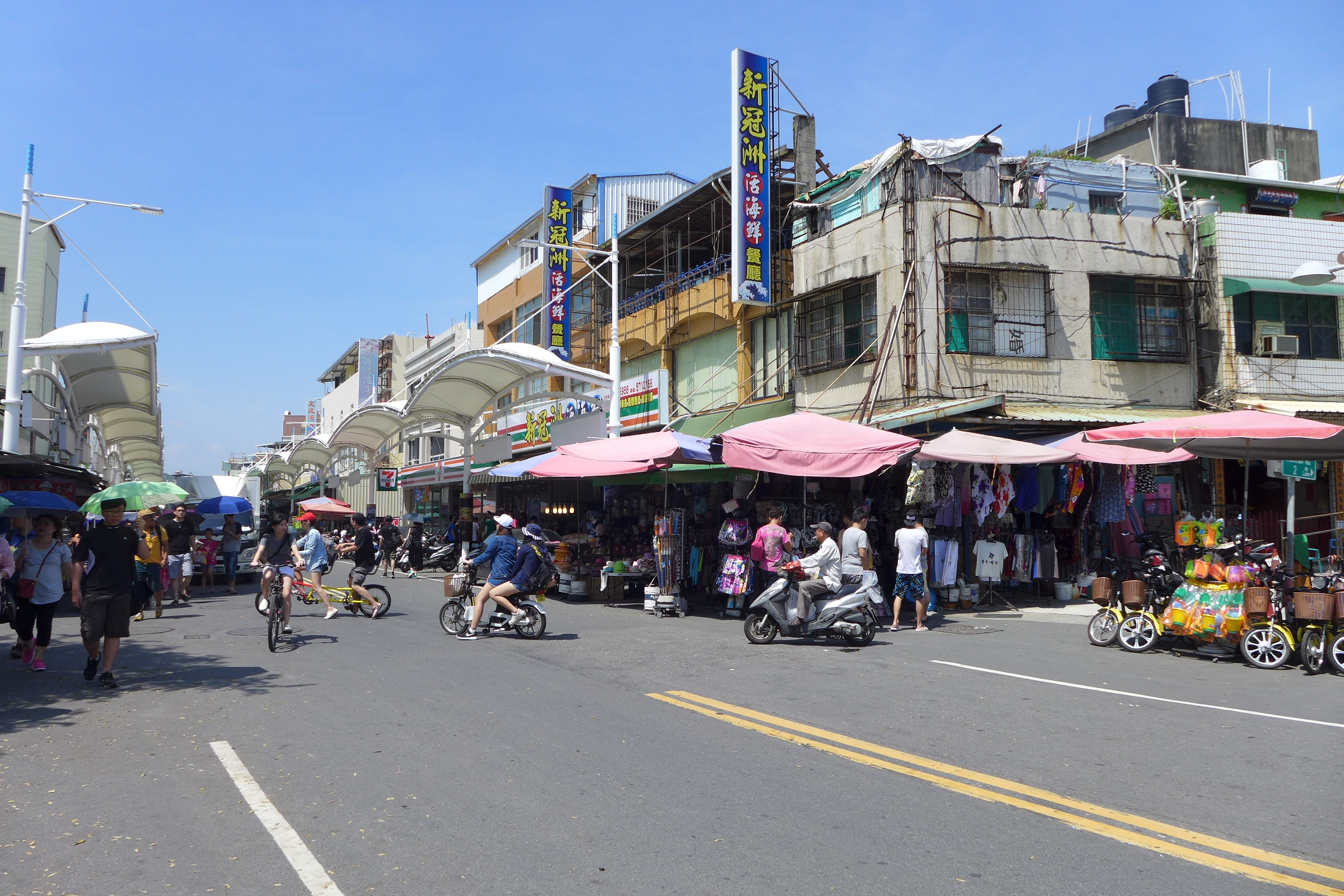
廟前路（2015年）

  - 高雄市政府警察局鼓山分局旗津分駐所（廟前路137號）
  - 旗津天后宮（廟前路95號）
  - 高雄銀行旗津簡易分行（通山路54號）
  - 高雄市立旗津醫院（舊址，廟前路1之1號）
  - 旗津海水浴場（廟前路1號）
- 旗津三路
  - 規劃中的高雄捷運旗津線(又稱為旗津輕軌)有經過旗津三路，並設有勞動女性紀念公園站、旗津海岸公園站、旗津國宅站、旗后觀光市場站。
  - 旗津區行政中心（舊址，旗津三路1100號）
  - 旗後觀光市場（旗津三路1050號）
  - 旗津海岸公園（旗津三路990號）
    - 旗津貝殼展示館（旗津海岸公園內）

  - 旗津沙仔地福壽宮（旗津三路954巷11-1號）
  - 旗津天聖宮（旗津三路52號）
  - 旗津區行政中心（旗津三路2號）
  - 勞動女性紀念公園（原名二十五淑女墓，旗津三路上）
  - 旗津漁港
- 旗津二路
  - 旗津風車公園（旗津二路上，旗港路口）
    - 旗津路自行車踩風大道
    - 觀海景觀步道

  - 高雄市立旗津國民中學後門（中洲二路207號）
  - 西方社慈善堂（旗津二路207巷7號，旗津國中旁）
  - 高雄市旗津區大汕國民小學後門（中洲二路203號）
  - 高雄市政府消防局旗津分隊（旗津二路600號）
  - 高雄市政府水利局中區污水處理廠（旗津二路455號）
  - 大汕頭朝龍宮（北汕巷20號）
  - 上竹天鳳宮（上竹巷143號）
  - 中洲善德壇（瑞竹街口，瑞竹街16號）
  - 高雄市旗津區中洲國民小學（旗津二路275號）
  - 七柱鳳山寺（旗津二路257號）
  - 中洲廣濟宮（旗津二路255號）
  - 高雄中洲郵局（旗津二路243號）
  - 中興里活動中心（旗津二路上，中港街口）
  - 中洲修真宮（中港街口）
  - 旗津莊氏宗祠（旗津二路上）
  - 崩隙鳳天宮（敦和街2巷68弄13號）
- 旗津一路
  - 土地公福興宮（廣澤街、敦和街口，敦和街30之1號）
  - 蔡應公祖廟（廣澤街、敦和街口，敦和街30之2號）
  - 高雄港過港隧道

## 公車資訊
- 港都客運
  - 紅9 前鎮站－旗津輪渡站
  - 紅9區間車 旗津貝殼館－北區停車場
  - 紅9區間車 旗津貝殼館－小港站

## 公共自行車
- 高雄市公共自行車租賃系統：
  - 旗津貝殼館：旗津三路990號(東南側停車場)
  - 旗津海水浴場：發祥街4-2號(對側人行道)
  - 旗津海岸公園停車場：旗津三路/中洲三路687巷(西側)
  - 勞動女性紀念公園(旗津三路)：勞動女性紀念公園(旗津三路側)
  - 旗津中洲二路口：中洲二路186-3號對側
  - 上竹公園：旗津二路/上竹巷(西北側)